# Diogo Acosta
Pour les articles homonymes, voir Acosta et Silva.
Diogo Da Silva Farias, également connu sous le nom de Diogo Acosta, est un footballeur brésilien né le 13 juin 1990 à Três Corações, dans l'état du Minas Gerais au Brésil.
Il évolue au poste d'avant-centre avec le club émirati de l'Emirates Club.

## Biographie

### Formation et débuts professionnels
Natif de Três Corações, Diogo commence sa carrière au sein de plusieurs clubs brésiliens, notamment avec l'équipe réserve de Palmeiras, puis avec Avaí.

### Incheon United
Le 30 juin 2014, il quitte son pays natal et signe un contrat avec le club sud-coréen de l'Incheon United.

### Étoile sportive du Sahel
Le 10 juin 2015, il signe un contrat de trois ans avec le club tunisien de l'Étoile sportive du Sahel.
Pour son premier match avec l'Étoile, Diogo Acosta a été expulsé au bout de 30 minutes de jeu à la suite d'une provocation d'un joueur de l'Espérance de Tunis. Deux semaines après, il inscrit son premier but, en coupe de Tunisie face au Club sportif sfaxien à l'extérieur, d'une superbe tête à la suite d'un corner. Ce but a permis à l'Étoile de revenir dans le match et de le remporter.
Le début de saison 2015-2016 est fructueux pour Diogo Acosta qui a enchaîné les buts ayant permis a son équipe de s'imposer et d’engranger les victoires. De plus, ces buts sont souvent décisifs et ont permis à ce joueur de décrocher la réputation de Monsieur "1-0".
La phase retour de la même saison est un peu plus compliquée pour le joueur en raison d'une reprise tardive après les vacances d'hiver. Mais la reprise du travail lui a permis de marquer quelques buts décisifs notamment un but contre l'Espérance de Zarzis à Sousse, ayant permis à l'Étoile de s'imposer 1-0.

## Style de jeu
Diogo Acosta jouit d'un excellent jeu aérien, et d'une couverture de balle irréprochable. C'est un attaquant pivot, souvent décisif mais qui craque facilement vis-à-vis de la pression. Il s'impose souvent dans les grands matchs, surtout quand son équipe joue à l'extérieur ou passe par une période difficile (égalisation contre CSS 1-1 sur le match de la phase aller 2016-2017 puis sur le match des play-offs a Sfax, égalisation 1-1 contre l'Espérance de Zarzis à Sousse, un doublé contre Enyemba en Ligue des champions de la CAF 2016 notamment).

## Palmarès
- Étoile sportive du Sahel
  - Champion de Tunisie en 2016
  - Vainqueur de la Coupe de Tunisie en 2015
  - Vainqueur de la Coupe de la confédération en 2015